# Aria di sorbetto
L'Aria di sorbetto (ou air du sorbet) est un air chanté dans l'opéra italien du début du dix-neuvième siècle, bref solo interprété par un personnage secondaire.

## Contexte
Au XIXe siècle, le public discute, mange et boit pendant le spectacle. L' aria di sorbetto arrive vers la fin du deuxième acte : les vendeurs peuvent alors colporter leurs marchandises, notamment du sorbet (sorbetto), d'où le nom de l'aria, du point de vue du public.

## Conventions
L' aria di sorbetto, souvent donné à un personnage secondaire, n'est pas l'occasion d'une progression dans l'intrigue. Souvent, le personnage qui chante l'air n'a pas d'autres solos dans la pièce. Cet air étant d'une importance secondaire, sa composition est souvent confiée à un autre compositeur, non crédité. 
Au XXIe siècle, cet air est conservé et écouté par le public comme n'importe quelle autre partie d'une œuvre.

## Exemples
- " Torni alfin ridente" - Rossini, Tancredi, chanté par Roggiero
- " Sventurata mi credea " – Gioacchino Rossini, La Cenerentola, chanté par Clorinda, composé par [Pacini]
- " Le femmine d'Italia " – Rossini, L'italiana in Algeri, chanté par Haly ; Rossini n'en est pas le compositeur
- "Il vecchiotto cerca moglie" – Rossini, Il Barbiere di Siviglia, chanté par la servante Berta
- "Ora mi par che il core" – Rossini, La gazza ladra, chanté par Lucia
- "Tu l'opra tua seconda" - Rossini, Sigismondo, chanté par Zenovito